# 安藤了翁
安藤 了翁（あんどう りょうおう）は、江戸時代前期の武士・儒学者。安藤 定明（あんどうさだあき）とも。
丹波国桑田郡小口村の人物。伏見宮邦輔親王の曾孫とされる。

## 概要
丹波国桑田郡小口村（現在の京都府亀山市）の人物。京都で藤原惺窩に指示した。のちに伏見宮家に仕え、その後は桑田郡に帰り、禅に傾倒した。
寛永14年（1637年）4月10日に死去した。